# Baynia odontota
Baynia odontota är en fjärilsart som beskrevs av Louis Beethoven Prout 1910. Baynia odontota ingår i släktet Baynia och familjen mätare. Inga underarter finns listade i Catalogue of Life.